# جرافة مدرعة
الجرافة المدرعة هي أداة بسيطة في الهندسة القتالية. لهذه الجرافة درع مركبة لحمايتها خلال عملها قرب القتال. الكثير من الجرافات المدنية تتغير بإضافة درع المركبة والمعدات العسكرية. لكن البعض منها دبابات جٌردت من الأسلحة وزٌودت بشفرة الجرافة.

## الاستعمال في الحرب العالمية الثانية
صنع أول جرافة مدرعة البريطانيون خلال الحرب العالمية الثانية. هذه الجرافات أُنتجت في عملية أوفرلورد مع مهمة تنظيف الشواطئ المغزوة من العوائق وصنع طرق ممكنة الوصول بسرعة بالتخلص من الأنقاض وملئ حُفَر القنابل.

## أنظر أيضاً
- إزالة الألغام